# Zündwarensteuer
Die Zündwarensteuer war eine Verbrauchsteuer, die in Deutschland ab 1909 erhoben wurde.
Die Finanzdirektion des Reichstages berief sich bei der Einführung auf Frankreich und Russland, wo die Besteuerung von Zündmitteln der Ergänzung zur Tabaksteuer diente. Zunächst wurde die Steuerpflicht in Deutschland auf Zündhölzer und Späne begrenzt, ab 1919 auf Feuerzeuge und Zündsteine ausgedehnt.
Infolge der zunehmenden Verbreitung der automatischen Zentralheizung und der Einwegfeuerzeuge sank das Steueraufkommen erheblich. 1981 wurde die Zündwarensteuer zur Steuervereinfachung und wegen ihres hohen Verwaltungsaufwandes im Verhältnis zum geringen Ertrag als Bagatellsteuer (etwa zeitgleich mit dem Auslaufen des Zündwarenmonopols 1983) abgeschafft.